# Клименко, Иван Ефимович
Ива́н Ефи́мович Климе́нко (28 февраля 1921, дер. Успеновка, Оренбургско-Тургайская губерния, РСФСР — 27 июня 2006, Смоленск, Россия) — советский партийный и государственный деятель, председатель исполкома Ярославского (промышленного) облсовета (1962—1964), первый секретарь Смоленского обкома КПСС (1969—1987).

## Биография
Русский. Окончил Ростовский институт инженеров железнодорожного транспорта в 1942 году. Работал на железнодорожном транспорте в Ярославле: помощник машиниста, инженер депо, C 1943 года преподаватель, начальник учебной части Школы паровозных машинистов, начальник отдела кадров управления Северной железной дороги. Член ВКП(б) с 1945 года.
С 1949 года – заведующий транспортным отделом Ярославского областного комитета ВКП(б) , второй секретарь Ярославского городского комитета ВКП(б)/КПСС (1952—1953), председатель исполнительного комитета Ярославского городского Совета (1953—1954), старший преподаватель, заместитель директора Ярославской областной школы КПСС (1958—1959), заведующий отделом партийных, профсоюзных и комсомольских органов Ярославского областного комитета КПСС (1960—1961). В 1961—1962 годах второй секретарь Ярославского обкома КПСС. В 1962—1964 годах председатель исполкома Ярославского (промышленного) облсовета. В 1964—1965 годах секретарь Ярославского обкома КПСС.
В 1965—1969 годах второй секретарь Смоленского обкома КПСС. В 1969—1987 годах первый секретарь Смоленского обкома КПСС.
Кандидат в члены ЦК КПСС в 1971—1976 годах. Член ЦК КПСС в 1976—1989 годах. Депутат Совета Союза Верховного Совета СССР 8—11 созывов (1970-1989) от Смоленской области.
С 1987 года на пенсии. Остался в Смоленске. Занимался общественно-политической и публицистической работой. Автор нескольких книг о партийном руководстве, мемуаров.
Скончался 27 июня 2006 года. Похоронен в Смоленске на Братском кладбище.
На доме № 12а по улице Карла Маркса в Смоленске, где жил Клименко, а также на здании Администрации Смоленской области установлены мемориальные доски.

## Награды и звания
- 2 ордена Ленина
- орден Октябрьской Революции
- орден Трудового Красного Знамени
- Почётный гражданин города-героя Смоленска (30 сентября 1997; за большой вклад в социально-экономическое развитие города)[3]
- Почётный энергетик СССР
- Почётный транспортный строитель СССР

## Сочинения
- Новь земли Смоленской. — М., 1977.
- Ответ историку. — 2-е издание. — Смоленск, 1994.
- Думы о былом. — Смоленск, 1998.